# Attack! Attack! (banda galesa)
Attack! Attack! es una banda de rock alternativo originaria de Caerphilly, Wales, Reino Unido formada en 2006. El 6 de octubre de 2008 lanzaron su primer disco Attack! Attack! y el 27 de septiembre de 2010 lanzaran su segundo disco The Latest Fashion el que se lanzará con Hassle Records. 

## Miembros
- Neil Starr — voz, guitarra rítmica
- Ryan Day — guitarra principal, coros
- Will Davies — bajo
- Mike Griffiths — batería, percusión

## Discografía

### Álbumes de estudio
- Attack! Attack! (2008)
- The Latest Fashion (2010)

### Sencillos
- "This Is a Test" (2008) - vinilo de 7"
- "Too Bad Son" (2008) - vinilo de 7"
- "Not Afraid" (2009) - vinilo de 7", CD (promo en tour)
- "We're Not the Enemy" (2010)
- "Blood on My Hands" (2011)

- Datos: Q757854
- Multimedia: Attack! Attack! / Q757854